# Tapiramutá
Tapiramutá é um município brasileiro do estado da Bahia. Localiza-se a uma latitude 11º50'50" sul e a uma longitude 40º47'29" oeste, estando a uma altitude de 820 metros. Sua população estimada em 2004 era de 18 790 habitantes.
O nome Tapiramutá significa Espera d`Anta. Antigamente o local reunia caçadores em espera de uma anta, originando o seu nome traduzido em tupi.[carece de fontes?]